# 本田長康
本田 長康（ほんだ ながやす、1906年?-1986年11月26日）は、日本出身のサッカー選手。ポジションはゴールキーパーおよびハーフバック（現在のミッドフィールダー）。

## 来歴
1927年と1930年の極東選手権に日本代表として参加した。早稲田大学ア式蹴球部（早大WMW）を母体に日本代表が構成された1927年大会では、1試合目の中華民国戦にはGKとして先発したが、途中交代で法政大学からの補強選手であるGK西川潤之が入ったため本田は試合中にHBへとポジションを移し、2試合目のフィリピン戦にも続いてHBとして出場した。日本代表が初めて選抜チームで構成された1930年大会では、フィリピン戦と中華民国戦にHBとして出場、日本代表の国際大会初優勝に貢献した。

## 所属クラブ
- 東京高等師範学校附属中学校（現筑波大学附属中学校・高等学校）
- 早稲田高等学院
- 早稲田大学/早大WMW

## 代表歴

### 出場大会
- 1927年 極東選手権
- 1930年 極東選手権

### 試合数
- 国際Aマッチ:4試合0得点(1927-1930)

| 日本代表 | 国際Aマッチ | 国際Aマッチ | その他 | その他 | 期間通算 | 期間通算 |
| 年       | 出場        | 得点        | 出場   | 得点   | 出場     | 得点     |
| -------- | ----------- | ----------- | ------ | ------ | -------- | -------- |
| 1927     | 2           | 0           | 4      | 0      | 6        | 0        |
| 1928     | 0           | 0           | 0      | 0      | 0        | 0        |
| 1929     | 0           | 0           | 0      | 0      | 0        | 0        |
| 1930     | 2           | 0           | 0      | 0      | 2        | 0        |
| 通算     | 4           | 0           | 4      | 0      | 8        | 0        |

### 出場
| No. | 開催日         | 開催都市 | スタジアム         | 対戦相手   | 結果 | 監督     | 大会       |
| --- | -------------- | -------- | ------------------ | ---------- | ---- | -------- | ---------- |
| 1.  | 1927年08月27日 | 上海     |                    | 中華民国   | ●1-5 |          | 極東選手権 |
| 2.  | 1927年08月29日 | 上海     |                    | フィリピン | ○2-1 |          | 極東選手権 |
| 3.  | 1930年05月25日 | 東京都   | 明治神宮外苑競技場 | フィリピン | ○7-2 | 鈴木重義 | 極東選手権 |
| 4.  | 1930年05月29日 | 東京都   | 明治神宮外苑競技場 | 中華民国   | △3-3 | 鈴木重義 | 極東選手権 |